# 全日本柔道選手権大会
全日本柔道選手権大会（ぜんにほんじゅうどうせんしゅけんたいかい）は、年に一度開催される男子柔道の無差別級日本一を決める大会。後援NHK、朝日新聞社、日本武道館。

## 概要

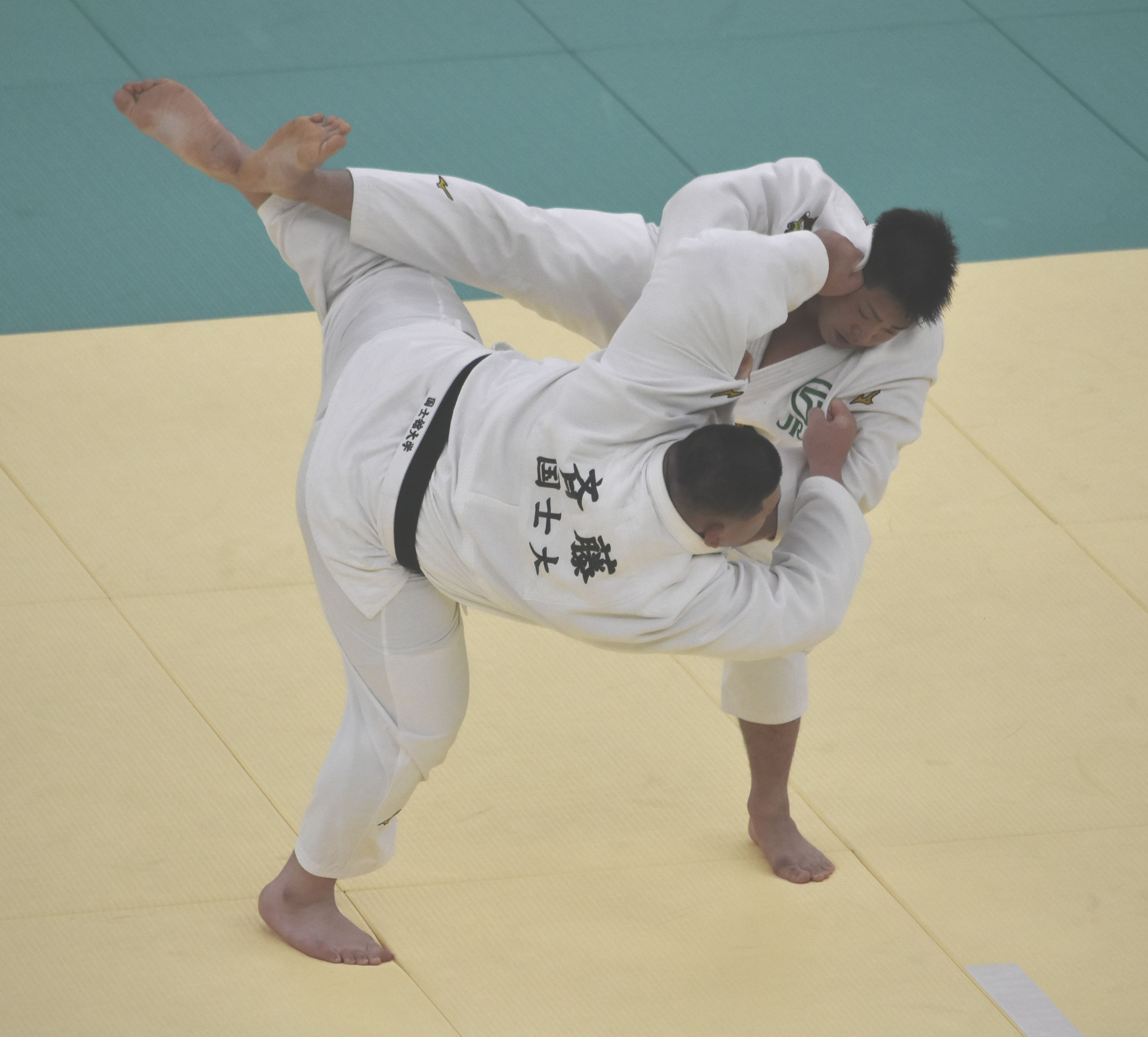
令和４年 全日本柔道選手権大会 優勝決定戦 斉藤立vs.影浦心 （2022年4月29日 日本武道館）

戦後、全国柔道人が一堂に会して互に久闊を叙し、平和日本の再建について語り合い、技を競い合う大会として、嘉納治五郎没後10年の催しを開催したのが全日本柔道選手権大会の始まりである。
のちにオリンピック・世界柔道選手権の開催年には体重の重い階級の代表選考会となる。毎年4月29日に日本武道館で開催。優勝者には天皇杯、朝日新聞優勝旗、日本武道館杯などの他に、副賞として特別協賛の東洋水産よりマルちゃん赤いきつねと緑のたぬき1年分が贈られる。大会の模様はNHK BSおよびNHK総合テレビにて生中継されている。前日には講道館で全国柔道高段者大会が開催されることが慣例となっている。
日本人柔道家にとっては、五輪、世界選手権と共に柔道三冠の1つとされている。
なお、戦前の1930年から1941年までは、日本全国から男子の選手を招集する大会として、全日本柔道選手権大会の前身とも言える全日本柔道選士権大会が開催されていた。この大会は、「専門」・「一般」の2つに分類されていたのに加え、第8回大会（1938年）までは4つの年齢別に細分化されていたため8人の優勝者が存在していた。第9回大会（1939年）および第10回大会（1941年）は大会名を日本柔道選士権大会と改称し、年齢別が廃止され「専門」・「一般」の2区分で開催されている。このように、唯一無二のチャンピオンを決める現在の大会とは、かなり質を異にするものであった。
また、1949年の決勝戦は2度の延長戦にも拘らず両者とも技が殆どなく、主審の三船久蔵の判断により引き分けとされたため両者優勝という記録が残っている。ポイント、判定およびゴールデンスコア方式による延長戦で勝敗を決する現在の試合規定では起こりえない裁定である。
1952年4月26日に天皇杯（御紋付きトロフィー）が下賜され、同年度の大会から優勝者に授与されるようになった。
かつて当大会での審判員は男性のみと規定されていたが、2017年からは審判員15名のうち、女性の審判員を3名登用することに決まった。
2019年の大会では史上初となる両者反則負けが言い渡された。
2020年の大会はオリンピック代表の選考対象から外されることになった。また、従来は前回大会の決勝進出者や前年のオリンピック、世界選手権の各階級優勝者、最重量級のメダリストらが推薦で大会に出場できたが、今大会では大会の価値を維持するために、それらに加えてオリンピック各階級の代表及び補欠選手、さらにはグランドスラム・大阪2019の各階級優勝者にも出場資格が与えられることになった。また、東京オリンピックに向けての日本武道館改修により千葉ポートアリーナで開催することに。しかしながら、新型コロナウイルスの影響により、4月に開催予定だった今大会を史上初めて延期することになった。その後、12月26日に講道館の大道場において無観客で実施されることに決まった。
2021年の大会は新型コロナウイルスの影響で地区予選の実施が困難となったために、通常の4月開催から前年同様12月26日に延期されることとなった。

## ルール
- 2010年までは講道館試合審判規定、2011年からは国際柔道連盟試合審判規定に基づいて行われている[10]。
- 2016年までは試合時間は6分、同点の場合は延長は行わず旗判定を行っていた。
- 2017年は大会規定が一部変更され、旗判定を廃止しゴールデンスコア方式による時間無制限の延長戦を採用するとともに、試合時間を6分から5分に短縮した[11]。2017年の国際柔道連盟試合審判規定で「有効」と「合わせ技一本」が廃止されたが[12]、本大会においてはこれらの規定は存続することになった[11]。
- 2018年以降試合時間を4分に短縮[13]。2024年の大会から試合時間を5分、決勝のみ8分に変更した[14]。旗判定も復活した[14]。さらに指導4回で反則負けとなった。
- 2025年には相手の上衣を掴んでいる状態からの相手の帯より下へ触ること「脚掴み」が解禁となった。上衣掴みと脚掴みがほぼ同時の場合は指導のままとなった。ただし、外無双を使った背負落など直接的でない場合や補助的に掴む（触る）場合は反則とはならない。攻撃をされた受の者も脚掴みは許されることになった[15]。

## 過去の大会
| 開催年 | 開催日                    | 会場                      | 入賞者                    | 入賞者                    | 入賞者                    | 入賞者                    |
| 開催年 | 開催日                    | 会場                      | 優勝                      | 準優勝                    | 3位                       | 3位                       |
| ------ | ------------------------- | ------------------------- | ------------------------- | ------------------------- | ------------------------- | ------------------------- |
| 1948年 | 5月2日                    | 旧・講道館                | 松本安市                  | 伊藤徳治                  | 吉松義彦                  | 香月光雄                  |
| 1949年 | 5月5日                    | 仮設国技館                | 木村政彦 石川隆彦         |                           | 醍醐敏郎                  | 伊藤徳治                  |
| 1950年 | 5月5日                    | 芝スポーツセンター        | 石川隆彦                  | 広瀬巌                    | 松本安市                  | 醍醐敏郎                  |
| 1951年 | 5月5日                    | 旧・両国国技館            | 醍醐敏郎                  | 吉松義彦                  | 石川隆彦                  | 羽鳥輝久                  |
| 1952年 | 5月18日                   | 旧・両国国技館            | 吉松義彦                  | 石川隆彦                  | 醍醐敏郎                  | 山本博                    |
| 1953年 | 5月5日                    | 旧・両国国技館            | 吉松義彦                  | 伊藤秀雄                  | 石川隆彦                  | 松本安市                  |
| 1954年 | 5月5日                    | 旧・両国国技館            | 醍醐敏郎                  | 中村常男                  | 柄本芳孝                  | 夏井昇吉                  |
| 1955年 | 5月5日                    | 蔵前国技館                | 吉松義彦                  | 夏井昇吉                  | 曽根康治                  | 伴庭一秀                  |
| 1956年 | 第1回世界選手権のため中止 | 第1回世界選手権のため中止 | 第1回世界選手権のため中止 | 第1回世界選手権のため中止 | 第1回世界選手権のため中止 | 第1回世界選手権のため中止 |
| 1957年 | 5月5日                    | 蔵前国技館                | 夏井昇吉                  | 曽根康治                  | 山舗公義                  | 橋元親                    |
| 1958年 | 5月5日                    | 東京都体育館              | 曽根康治                  | 山舗公義                  | 小田雄三                  | 河野雅英                  |
| 1959年 | 5月5日                    | 東京都体育館              | 猪熊功                    | 神永昭夫                  | 渡辺喜三郎                | 高橋彰                    |
| 1960年 | 4月30日 - 5月1日          | 東京都体育館              | 神永昭夫                  | 猪熊功                    | 重松正成                  | 小田雄三                  |
| 1961年 | 4月29日 - 30日            | 東京都体育館              | 神永昭夫                  | 猪熊功                    | 山岸均                    | 田中章雄                  |
| 1962年 | 4月28日 - 29日            | 東京都体育館              | 竹内善徳                  | 長谷川博之                | 佐藤和久                  | 松永満雄                  |
| 1963年 | 4月28日 - 29日            | 東京都体育館              | 猪熊功                    | 長谷川博之                | 刀禰政弘                  | 村井正芳                  |
| 1964年 | 4月25日- 26日             | 東京都体育館              | 神永昭夫                  | 坂口征二                  | 長谷川博之                | 猪熊功                    |
| 1965年 | 5月1日 - 2日              | 日本武道館                | 坂口征二                  | 松阪猛                    | 古賀武                    | 前田行雄                  |
| 1966年 | 4月30日 - 5月1日          | 日本武道館                | 松永満雄                  | 坂口征二                  | 松阪猛                    | 前島延行                  |
| 1967年 | 4月29日 - 30日            | 日本武道館                | 岡野功                    | 佐藤宣践                  | 佐藤幸二                  | 松阪猛                    |
| 1968年 | 4月28日 - 29日            | 日本武道館                | 松阪猛                    | 岡野功                    | 佐藤宣践                  | 松永満雄                  |
| 1969年 | 4月27日                   | 日本武道館                | 岡野功                    | 前田行雄                  | 村井正芳                  | 園田勇                    |
| 1970年 | 4月29日                   | 日本武道館                | 篠巻政利                  | 河原月夫                  | 園田勇                    | 安斉奏人                  |
| 1971年 | 4月29日                   | 日本武道館                | 岩釣兼生                  | 佐藤宣践                  | 村井正芳                  | 二宮和弘                  |
| 1972年 | 4月29日                   | 日本武道館（仮設会場）    | 関根忍                    | 岩田久和                  | 西村昌樹                  | 佐藤宣践                  |
| 1973年 | 4月29日                   | 日本武道館（仮設会場）    | 上村春樹                  | 高木長之助                | 藤猪省三                  | 諸井三義                  |
| 1974年 | 5月5日                    | 日本武道館                | 佐藤宣践                  | 二宮和弘                  | 重松義成                  | 遠藤純男                  |
| 1975年 | 4月29日                   | 日本武道館                | 上村春樹                  | 高木長之助                | 山下泰裕                  | 篠巻政利                  |
| 1976年 | 4月29日                   | 日本武道館                | 遠藤純男                  | 上口孝文                  | 高木長之助                | 上村春樹                  |
| 1977年 | 4月29日                   | 日本武道館                | 山下泰裕                  | 遠藤純男                  | 二宮和弘                  | 高木長之助                |
| 1978年 | 4月29日                   | 日本武道館                | 山下泰裕                  | 高木長之助                | 遠藤純男                  | 河原月夫                  |
| 1979年 | 4月29日                   | 日本武道館                | 山下泰裕                  | 遠藤純男                  | 松井勲                    | 上村春樹                  |
| 1980年 | 4月29日                   | 日本武道館                | 山下泰裕                  | 遠藤純男                  | 松井勲                    | 河原月夫                  |
| 1981年 | 4月29日                   | 日本武道館                | 山下泰裕                  | 遠藤純男                  | 松井勲                    | 白瀬英春                  |
| 1982年 | 4月29日                   | 日本武道館                | 山下泰裕                  | 松井勲                    | 日蔭暢年                  | 斉藤仁                    |
| 1983年 | 4月29日                   | 日本武道館                | 山下泰裕                  | 斉藤仁                    | 藤原敬生                  | 正木嘉美                  |
| 1984年 | 4月29日                   | 日本武道館                | 山下泰裕                  | 斉藤仁                    | 松井勲                    | 正木嘉美                  |
| 1985年 | 4月29日                   | 日本武道館                | 山下泰裕                  | 斉藤仁                    | 滝吉直樹                  | 正木嘉美                  |
| 1986年 | 4月29日                   | 日本武道館                | 正木嘉美                  | 藤原敬生                  | 松井勲                    | 斉藤仁                    |
| 1987年 | 4月29日                   | 日本武道館                | 正木嘉美                  | 元谷金次郎                | 岡田龍司                  | 岡田弘隆                  |
| 1988年 | 4月29日                   | 日本武道館                | 斉藤仁                    | 正木嘉美                  | 森成寿                    | 大迫明伸                  |
| 1989年 | 4月29日                   | 日本武道館                | 小川直也                  | 関根英之                  | 渡辺直勇                  | 山本旗六                  |
| 1990年 | 4月29日                   | 日本武道館                | 小川直也                  | 古賀稔彦                  | 三谷浩一郎                | 金野潤                    |
| 1991年 | 4月29日                   | 日本武道館                | 小川直也                  | 金野潤                    | 吉田秀彦                  | 中谷弘                    |
| 1992年 | 4月29日                   | 日本武道館                | 小川直也                  | 大漉賢司                  | 甲斐康浩                  | 三谷浩一郎                |
| 1993年 | 4月29日                   | 日本武道館                | 小川直也                  | 金野潤                    | 養父直人                  | 増地克之                  |
| 1994年 | 4月29日                   | 日本武道館                | 金野潤                    | 吉田秀彦                  | 小川直也                  | 養父直人                  |
| 1995年 | 4月29日                   | 日本武道館                | 小川直也                  | 篠原信一                  | 養父直人                  | 中村佳央                  |
| 1996年 | 4月29日                   | 日本武道館                | 小川直也                  | 三谷浩一郎                | 賀持道明                  | 竹村典久                  |
| 1997年 | 4月29日                   | 日本武道館                | 金野潤                    | 村元辰寛                  | 増地克之                  | 石田輝也                  |
| 1998年 | 4月29日                   | 日本武道館                | 篠原信一                  | 井上康生                  | 中村佳央                  | 増地克之                  |
| 1999年 | 4月29日                   | 日本武道館                | 篠原信一                  | 棟田康幸                  | 猿渡琢海                  | 三谷浩一郎                |
| 2000年 | 4月29日                   | 日本武道館                | 篠原信一                  | 井上康生                  | 下出善紀                  | 藤原康博                  |
| 2001年 | 4月29日                   | 日本武道館                | 井上康生                  | 篠原信一                  | 村元辰寛                  | 小嶋新太                  |
| 2002年 | 4月29日                   | 日本武道館                | 井上康生                  | 棟田康幸                  | 猿渡琢海                  | 大村昌弘                  |
| 2003年 | 4月29日                   | 日本武道館                | 井上康生                  | 鈴木桂治                  | 篠原信一                  | 森大助                    |
| 2004年 | 4月29日                   | 日本武道館                | 鈴木桂治                  | 井上康生                  | 棟田康幸                  | 森大助                    |
| 2005年 | 4月29日                   | 日本武道館                | 鈴木桂治                  | 村元辰寛                  | 生田秀和                  | 高井洋平                  |
| 2006年 | 4月29日                   | 日本武道館                | 石井慧                    | 鈴木桂治                  | 泉浩                      | 生田秀和                  |
| 2007年 | 4月29日                   | 日本武道館                | 鈴木桂治                  | 石井慧                    | 井上康生                  | 片渕慎弥                  |
| 2008年 | 4月29日                   | 日本武道館                | 石井慧                    | 鈴木桂治                  | 棟田康幸                  | 高井洋平                  |
| 2009年 | 4月29日                   | 日本武道館                | 穴井隆将                  | 棟田康幸                  | 生田秀和                  | 立山広喜                  |
| 2010年 | 4月29日                   | 日本武道館                | 高橋和彦                  | 立山広喜                  | 穴井隆将                  | 棟田康幸                  |
| 2011年 | 4月29日                   | 日本武道館                | 鈴木桂治                  | 穴井隆将                  | 本郷光道                  | 高井洋平                  |
| 2012年 | 4月29日                   | 日本武道館                | 加藤博剛                  | 石井竜太                  | 鈴木桂治                  | 百瀬優                    |
| 2013年 | 4月29日                   | 日本武道館                | 穴井隆将                  | 原沢久喜                  | 石井竜太                  | 垣田恭兵                  |
| 2014年 | 4月29日                   | 日本武道館                | 王子谷剛志                | 上川大樹                  | 西潟健太                  | 永瀬貴規                  |
| 2015年 | 4月29日                   | 日本武道館                | 原沢久喜                  | 七戸龍                    | 王子谷剛志                | 西潟健太                  |
| 2016年 | 4月29日                   | 日本武道館                | 王子谷剛志                | 上川大樹                  | 原沢久喜                  | 七戸龍                    |
| 2017年 | 4月29日                   | 日本武道館                | 王子谷剛志                | ウルフ・アロン            | 七戸龍                    | 加藤博剛                  |
| 2018年 | 4月29日                   | 日本武道館                | 原沢久喜                  | 王子谷剛志                | 加藤博剛                  | 小川雄勢                  |
| 2019年 | 4月29日                   | 日本武道館                | ウルフ・アロン            | 加藤博剛                  | 小川雄勢                  | 太田彪雅                  |
| 2020年 | 12月26日                  | 講道館                    | 羽賀龍之介                | 太田彪雅                  | 佐々木健志                | 石内裕貴                  |
| 2021年 | 12月26日                  | 講道館                    | 太田彪雅                  | 羽賀龍之介                | 垣田恭兵                  | 王子谷剛志                |
| 2022年 | 4月29日                   | 日本武道館                | 斉藤立                    | 影浦心                    | 小川雄勢                  | 原沢久喜                  |
| 2023年 | 4月29日                   | 日本武道館                | 王子谷剛志                | 羽賀龍之介                | 田嶋剛希                  | 太田彪雅                  |
| 2024年 | 4月29日                   | 日本武道館                | 中野寛太                  | 原沢久喜                  | グリーンカラニ海斗        | 王子谷剛志                |
| 2025年 | 4月29日                   | 日本武道館                | 香川大吾                  | 原沢久喜                  | 中野寛太                  | 増山香補                  |

## 記録
|                  | 氏名     | 回数等    | 年度           |
| ---------------- | -------- | --------- | -------------- |
| 優勝回数         | 山下泰裕 | 9回       | 1977-1985年    |
| 連続優勝記録     | 山下泰裕 | 9連覇     | 1977-1985年    |
| 最年少優勝記録   | 石井慧   | 19歳4ヶ月 | 2006年         |
| 最軽量の覇者     | 岡野功   | 80kg      | 1967年、1969年 |
| 最軽量の覇者     | 関根忍   | 80kg      | 1972年         |
| 出場最多回数     | 棟田康幸 | 15回      | 1999-2013年    |
| 出場連続最多回数 | 棟田康幸 | 15回      | 1999-2013年    |

## 高校生の全日本選手権出場者
| 出場年度 | 選手名     | 高校名               | 大会成績               |
| -------- | ---------- | -------------------- | ---------------------- |
| 1960年   | 関勝治     | 千葉商大付属第一高校 | 予選リーグ敗退(1勝1敗) |
| 1974年   | 松井勲     | 関高校               | 初戦敗退               |
| 1975年   | 山下泰裕   | 東海大相模高校       | 3位                    |
| 1996年   | 井上康生   | 東海大相模高校       | 2回戦敗退              |
| 2013年   | 佐藤和哉   | 静岡学園高校         | 3回戦敗退              |
| 2014年   | 香川大吾   | 崇徳高校             | 3回戦敗退              |
| 2014年   | 田中源大   | 高川学園高校         | 初戦敗退               |
| 2017年   | 松村颯祐   | 開星高校             | 初戦敗退               |
| 2018年   | 村尾三四郎 | 桐蔭学園高校         | 2回戦敗退              |
| 2018年   | 中野寛太   | 天理高校             | 初戦敗退               |
| 2019年   | 斉藤立     | 国士舘高校           | 3回戦敗退              |